# Овчари (Горлицький повіт)
Овчари (пол. Owczary) — лемківське село в Польщі, у гміні Сенкова Горлицького повіту Малопольського воєводства. Населення — 246 осіб (2011).

## Назва
Після депортації лемків і заселення поляками також змінили давню назву Рихвальд на Овчари (19.08.1949).

## Розташування
Лежить у Низькому Бескиді, у долині річки Сярка — лівої притоки річки Сенкувка.
Від села 7 км до адміністративного центру ґміни — міста Сенкова, 12 км до адміністративного центру повіту — міста Горлиці і 113 км до центру воєводства — міста Краків.

## Історія
Село закріпачене у 1440 році на німецькому праві. Через село проходив середньовічний мадярський тракт — дорога з Горлиць до Бардіїва.
У XIX ст. в селі вівся видобуток нафти.
До 1945 р. в селі була греко-католицька парохія Горлицького деканату. У селі було майже чисто лемківське населення: з 1160 жителів села — 1120 українців, 5 латинників, 30 поляків (у присілку Дідівня) і 5 євреїв. Після Другої світової війни частину лемків вивезли в СРСР, 55 українців під час операції «Вісла» депортували на понімецькі землі, залишилось лише 6 українців — членів змішаних родин.
У 1975—1998 роках село належало до Новосондецького воєводства.

## Демографія
Демографічна структура станом на 31 березня 2011 року:
|          | Загалом | Допрацездатний вік | Працездатний вік | Постпрацездатний вік |
| -------- | ------- | ------------------ | ---------------- | -------------------- |
| Чоловіки | 124     | 24                 | 93               | 7                    |
| Жінки    | 122     | 26                 | 75               | 21                   |
| Разом    | 246     | 50                 | 168              | 28                   |

## Місцеві пам'ятки
Об'єкти, перераховані в реєстрі пам'яток Малопольського воєводства:
- Греко-католицька Церква Покрови Пресвятої Богородиці 1653 року, дерев'яна; тепер співуживається римо-католицькою церквою.
- Військове кладовище з Першої світової війни: № 70.